# Kelsey Soccio
Kelsey Soccio (* 24. Mai 1998 in Langenhagen) ist eine deutsche Eishockeyspielerin kanadischer Herkunft.

## Sportliche Laufbahn
Im frühen Alter erlernte Kelsey Soccio das Eishockeyspielen. Durch ihren Vater, den ehemaligen Profispieler Len Soccio, erfasste sie schnell die Faszination des Kufensports. Ihr erster Verein war der SC Langenhagen, wo sie die männlichen Nachwuchsmannschaften durchlief. 2012 lief die erstmals für die Frauenmannschaft des SCL aufs. In der Saison 2013/14 erhielt sie außerdem von ECDC Memmingen eine Förderlizenz für die 1. Frauenbundesliga.
Im Januar 2015 bestritt sie ihre erste U-18-WM in Frankreich.
In der Saison 2015/16 gewann sie mit ihrem Team „Lady Jets“ die Meisterschaft der 2. Liga Nord Ost. Gleichzeitig sicherten sie sich den Aufstieg in die 1. Frauenbundesliga.
2015 wurde Kelsey Soccio in Langenhagen zur Sportlerin des Jahres gewählt.
Im Januar 2016 bestritt sie ihre zweite U-18-WM in Ungarn und sicherte sich mit ihrem Team den Zweiten Platz. Im Sommer 2016 wechselte sie zum OSC Eisladies nach Berlin.
Im Dezember 2018 wechselte sie innerhalb der Bundesliga zu den Mad Dogs Mannheim.
Im August 2020 wechselte sie ins Ausland und spielt bei den Lakers Kärnten in der EWHL. Mit den Villach Lady Hawks gewann sie gemeinsam mit der Mannschaft die slowenische Meisterschaft. Mit den Lakers erreichte sie den dritten Platz in der Österreichischen Staatsmeisterschaft.    

## Karrierestatistik

### International
(Legende zur Spielerstatistik: Sp oder GP = absolvierte Spiele; T oder G = erzielte Tore; V oder A = erzielte Assists; Pkt oder Pts = erzielte Scorerpunkte; SM oder PIM = erhaltene Strafminuten; +/− = Plus/Minus-Bilanz; PP = erzielte Überzahltore; SH = erzielte Unterzahltore; GW = erzielte Siegtore; 1 Play-downs/Relegation; Kursiv: Statistik nicht vollständig)